# Aplikované pohybové aktivity
Aplikované pohybové aktivity jsou kinantropologickou multidisciplinární vědní oblastí s výrazným speciálněpedagogickým přesahem, zabývající se zkoumáním změn podmínek a obsahu, ale i dalších činitelů výchovně-vzdělávacího procesu s cílem zlepšení kvality života osob se speciálními potřebami a integrací těchto jedinců mezi většinovou populaci prostřednictvím činností pohybového charakteru.  

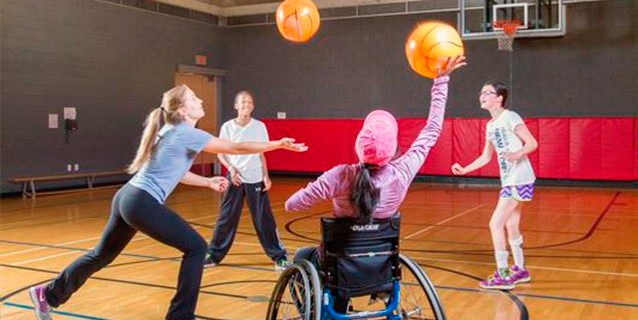
Hráčka na mechanickém vozíku při pohybové aktivitě.

Jedná se o soubor pohybových aktivit, programů, strategií s cílem rozvoje aktivního životního stylu a zvyšování kvality života osob se speciálními potřebami (postižením, znevýhodněním, dlouhodobou nemocí, jinakostí). Přispívá k pozitivnímu ovlivnění celé společnosti ať v rovině kognitivní, postojové nebo dovednostní. Snaží se o celkový psychický, fyzický i sociální rozvoj všech stran zainteresovaných v procesu postupného sociálního začleňování jedinců z minoritních skupin. Své působení realizuje v kontextu tělesné výchovy, sportu, pohybové rekreace i rehabilitace ve smyslu komprehenzivní rehabilitace. Zabývá se prací s jedinci se speciálními potřebami (nejčastěji s postižením) s využitím pohybových aktivit jako prostředku celkové kultivace jedince a společnosti.
V České republice je tento obor vyučován na Univerzitě Palackého a na Univerzitě Karlově.
Významné organizace v oblasti APA
Významnými organizacemi sdružující profesionály v oblasti APA jsou:
- Mezinárodní federace aplikovaných pohybových aktivit (International Federation of Adapted Physical Activity (IFAPA) – založená v roce 1977 v Kanadě.
- Evropská federace aplikovaných pohybových aktivit (European Federation of Adapted Physical Activity (EUFAPA) – znovu založena v roce 2006 v České republice, a to přímo v Olomouci.

## Historie APA

### Historie APA ve světě
Termín Aplikované pohybové aktivity (APA, anglicky Adapted Physical Activity) byl poprvé použit v roce 1954 Arthurem Danielsem. V roce 1924 se konala první vrcholná sportovní akce sportovců se sluchovým postižením s názvem Deaflympijské hry. V průběhu dalších let, především po druhé světové válce, došlo k obrovskému rozvoji sportu osob se zdravotním postižením.  Protože se po druhé světové válce zvýšil počet válečných veteránů, začala se rozrůstat oblast sportu pro osoby se zdravotním postižením. To dokazuje i organizace vrcholných soutěží.
- 1924 – CISS a 1. hry neslyšících sportovců v Paříži (i pro nepostižené) – pozn. později Deaflympijské hry
- 1960 – 1. letní paralympijské hry v Římě - jednalo se o první hry, které byly organizované ve stejném místě jako Olympijské hry.
- 1968 – 1. světové hry speciálních olympiád. Speciální olympiády jsou určeny pro sportovce s primárním mentálním postižením.
- 1976 – 1. zimní paralympijské hry.
- 1988 – vznik Mezinárodního paralympijského výboru, který je jedním z vůdčích organizací sportu osob se zdravotním postižením (především tělesným a zrakovým postižením).

### Historie APA v České republice
V kontextu České republiky se identita aplikovaných pohybových aktivit začala intenzivně rozvíjet až ve 21. století, ačkoliv její existence se datuje již o dekádu dříve a některé významné mezníky již do období meziválečného.
- 1924 – CISS a 1. hry neslyšících sportovců v Paříži (i pro nepostižené) – pozn. později Deaflympijské hry

Deaflympijské hry – logo

- 1948 – 1. Kladrubské hry (dr. Vojmír Srdečný)

- 1948 – 1. hry ve Stoke Mandevill (sir. Ludwig Guttman)
- 1949 – 1. zimní hry neslyšících
- 1952 – 1. mezinárodní hry ve Stoke Mandevill
- 1954 – Arthur Daniels – napsal 1. učebnici APA
- 1960 – 1. letní paralympijské hry (Řím) – pozn. zpětně uznány jako paralympijské
- 1968 – 1. hry speciálních olympiád
- 1972 – první účast Československého týmu na paralympijských hrách
- 1976 – 1. zimní paralympijské hry (Örnsköldsvik)
- 1977 – založení Mezinárodní asociace Aplikovaných pohybových aktivit (IFAPA) – Quebec
- 1991 – založení Fakulty tělesné kultury Univerzity Palackého v Olomouci (FTK UP v Olomouci), včetně oboru Aplikovaná tělesná výchova, který je realizován dodnes na Katedře aplikovaných pohybových aktivit
- 1992 – otevření oboru Tělesná a pracovní výchova zdravotně postižených na Fakultě tělesné výchovy a sportu Univerzity Karlovy (FTVS) UK Praha
- 1992 (1988) – založen Mezinárodní paralympijský výbor (International Paralympic Committee – IPC)
- 2004 – založení Centra sportovních aktivit zdravotně postižených studentů UK Praha při FTVS UK
- 2006 – znovuzaložení organizace Evropská federace aplikovaných pohybových aktivit (EUFAPA) – se sídlem na FTK UP v Olomouci
- 2007 – zahájení konání seminářů Integrace jiná cesta
- 2008 – první udílení cen v oblasti rozvoje aplikovaných pohybových aktivit na výroční akci "Karneval APA" (kromě toho ceny v oblasti rozvoje sportu osob s postižením udílí Český paralympijský výbor)
- 2009 – založení České asociace aplikovaných pohybových aktivit – celonárodní organizace pro podporu APA
- 2010 – zahájení vydávání časopisu Aplikované pohybové aktivity v teorii a praxi
- 2010 – znovuotevření studijního oboru pro APA na FTVS UK pod názvem „Tělesná výchova a sport osob se specifickými potřebami“
- 2011 – oficiální zřízení Centra aplikovaných pohybových aktivit při Katedře aplikovaných pohybových aktivit FTK UP (neoficiálně fungující už od školního roku 2007/08)
- 2011 – konání 1. české národní konference aplikovaných pohybových aktivit – Olomouc
- 2017 – zahájení fungování pracovní pozice konzultant aplikovaných pohybových aktivit (konzultant APA) v koordinaci MŠMT a FTK UP i FTVS UK v Praze (v roce 2017 se jednalo o 8 nových pracovníků)
- 2018 – transformace Centra aplikovaných pohybových aktivit na metodické centrum pro celé ČR
- 2018 – založení Regionálního Centra aplikovaných pohybových aktivit Olomouckého kraje (RC APA)
- 2018 – zahájení fungování pracovní pozice metodik pohybové gramotnosti – konzultant APA a 5 okresních konzultantů APA v koordinaci MŠMT, Olomoucký kraj, CUOK a FTK UP v Olomouci
- 2019 – transformace vysokoškolských oborů na programy s inovovanými názvy
- 2020 – činnost Regionální centrum APA Olomouckého kraje se stává ve spolupráci s PPP a SPC Olomouckého kraje systémovou součástí vzdělávání a poradenské činnosti kraje
- 2024 – založení Regionálního centra APA Moravskoslezského kraje
- 2024 – Nadační fond Světluška jako první subjekt mimo systém státní podpory (MŠMT, EU, kraje, obce) financuje 2 roky fungování pracovních pozic Konzultant APA zaměřených na žáky se zrakovým postižením v 6 krajích ČR
- 2025 - z rozhodnutí krajského zastupitelstva Jihomoravského kraje byl finančně podpoře vznik 2 nových oficiální pracovních pozic konzultant aplikovaných pohybových aktivit (tím se poprvé vytvořilo pracovní místo mimo dotační politiku státu či neziskových organizací)

## APA v České republice

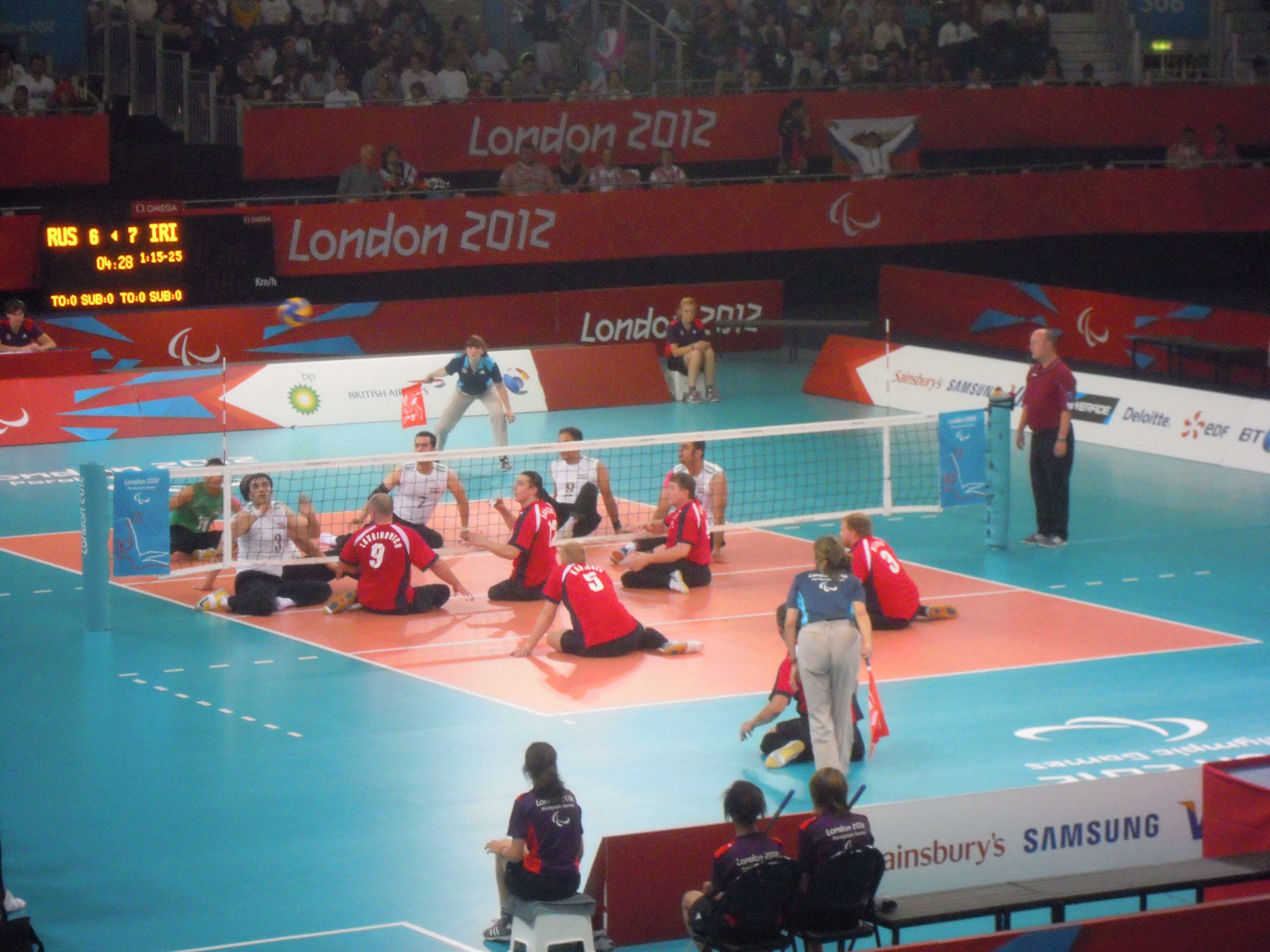
Volejbal sedících

### Studijní vysokoškolské obory – ATV, APA
Na vzdělávání odborníků v oblasti učitelství tělesné výchovy osob se speciálními vzdělávacími potřebami v segregovaném i integrovaném prostředí se zaměřuje vysokoškolský obor Aplikovaná tělesná výchova (Fakulta tělesné kultury Univerzity Palackého v Olomouci) se současným názvem TV se zaměřením na vzdělávání a speciální pedagogiku v bakalářské etapě a Učitelství TV se zaměřením na speciální pedagogiku na magisterské úrovni. Dalším vysokoškolským oborem, se kterým je možné se v České republice setkat je obor s názvem Aplikované pohybové aktivity (Fakulta tělesné kultury UP v Olomouci). Kromě těchto oborů je také v České republice možné studovat obor pod názvem Aplikovaná tělesná výchova a sport osob se specifickými potřebami (Fakulta tělesné výchovy a sportu Univerzity Karlovy v Praze).
Jako studijní obor se v rámci aplikovaných pohybových aktivit studuje aplikovaná tělesná výchova (ATV; název je českým ekvivalentem anglického termínu Adapted Physical Education, APE). Je to tělesná výchova pro všechny, včetně osob se zdravotním postižením či jinými speciálními vzdělávacími potřebami. ATV je tedy tělesnou výchovou na školách speciálních (pro žáky s mentálním, sluchovým, zrakovým či tělesným postižením i pro žáky s kombinovanými vadami) nebo školách běžných či mainstreamových mateřských, základních, středních i vyšších odborných (individuální či skupinová integrace žáků se speciálními vzdělávacími potřebami) s účastí žáků se speciálními vzdělávacími potřebami. 
Od konce první dekády tohoto století je vyučován i obor primárně zaměřený na životní styl a volný čas osob se speciálními potřebami, který byl akreditován na Fakultě tělesné kultury Univerzity Palackého v Olomouci (FTK UP v Olomouci) pod názvem Aplikované pohybové aktivity. Od začátku druhé dekády tohoto století je možné studovat také obor Aplikovaná tělesná výchova osob se specifickými potřebami na Fakultě tělesné výchovy a sportu Univerzity Karlovy (FTVS UK). Od května roku 2017 se intenzivně pracovalo na terapeuticky zaměřeném oboru zaměřeném na aplikované pohybové aktivity, který byl akreditovaný pod názvem Kondiční trénink a psychomotorická rehabilitace (KAPR) na půdě Fakulty tělesné kultury UP v Olomouci.
Vysvětlení změn: Díky hlubokým změnám akreditačních řízení a vytvoření pedagogických pozic jako regulovaných povolání došlo konci roku 2018 a v průběhu roku 2019 ke transformaci výše uvedených programů na vzdělávací programy. Snahou MŠMT je, aby názvy oborů korespondovaly s regulovanými pracovními pozicemi. Z toho důvodu přistoupila FTK UP v Olomouci ke změnám názvu, FTVS zůstala u názvu původního. FTK UP tak musela z názvů vypustit termín jako aplikovaná tělesná výchova, který odbor pro péči o pedagogické pracovníky MŠMT považuje za nadbytečný a v podvědomí nedostatečně ukotvený. Zároveň bude na přelomu roku 2019/2020 akreditační komisi předložen nový magisterský program Psychomotorická terapie s případným inovovaným názvem, dle rozhodnutí FTK UP.

#### Profil absolventa
Studijní program TV se zaměřením na vzdělávání a speciální pedagogiku (bakalářská etapa) a Učitelství TV SŠ a ZŠ se zaměřením na speciální pedagogiku (dříve Aplikovaná tělesná výchova) je akreditován jako jednooborové studium systémově rozděleno do čtyř modulů (aplikovaná tělesná výchova, speciální pedagogika, didaktika všeobecně–vzdělávacího předmětu tělesná výchova, učitelská způsobilost), obdobně v bakalářské i magisterské studijní etapě. Každý z těchto modulů je zakončen státní závěrečnou zkouškou, která je doplněna obhajobou závěrečné práce. Absolvent (do roku 2020 stávajícího oboru) Aplikované tělesné výchovy (FTK UP v Olomouci) po magisterském studiu může působit mimo jiného také jako učitel tělesné výchovy pro střední i základních školy všech typů, včetně tříd a škol pro žáky se speciálními vzdělávacími potřebami. Díky státní závěrečné zkoušce splňuje předpoklady také pro pozici speciální pedagog od roku 2023 s možností působnosti ve školských poradenských zařízení typu PPP nebo Speciálně pedagogická centra. Samozřejmostí je pak pozice vychovatel, pedagog volného času a další. Státní zkoušku na bakalářské i magisterské úrovni lze vykonat z tělesné výchovy, aplikované tělesné výchovy, speciální pedagogiky a pedagogické/učitelské způsobilosti. Na magisterské úrovni se (stejně jako u APA) pak jedná o pozici poradce ve speciálněpedagogických centrech i jiných školských i neškolských organizacích jako odborník či metodik pro tělesnou výchovu a pohybové programy, tzv. konzultant APA.
Studijní program Aplikované pohybové aktivit je primárně určen do poradenství a volnočasového prostředí. Absolvent (do roku 2020 stávajícího oboru) Aplikované pohybové aktivity (FTK UP v Olomouci) je v současné době zaměřen zejména na poradenství a volnočasové aktivity. Státní závěrečné zkoušky z pedagogické/učitelské způsobilosti, aplikovaných pohybových aktivit/aplikované tělesné výchovy, speciální pedagogiky a rekreologického základu nabízí možnost působit jako pedagog volného času, vychovatel, asistent pedagoga či pedagog v prostředí pouze tělesné výchovy ve všech typech organizací zaměřených na široké spektrum jedinců včetně osob se speciálními potřebami. Absolvent má možnost působit také jako vychovatel a pracovník v sociálních službách i na dalších pracovních pozicích v resortu MPSV jako sociální pracovník. Na magisterské úrovni se (stejně jako u ATV) pak jedná o pozici poradce ve speciálněpedagogických centrech i jiných školských i neškolských organizacích jako odborník či metodik pro TV a pohybové programy, tzv. konzultant APA.
Oba studijní programy splňují požadavky na řadu státem regulovaných pracovních pozic zejména v resortech MŠMT, MPSV a Ministerstva spravedlnosti, v plánu jsou i pedagogické pozice v resortu Ministerstva zdravotnictví.

### Česká asociace aplikovaných pohybových aktivit
Česká asociace aplikovaných pohybových aktivit (ČAAPA) je národní organizací propagujících koncept APA v ČR. Jedná se o subjekt sdružující akademické pracovníky i odborníky z praxe, kteří rozvíjejí APA na všech úrovních. Organizace byla založena na popud Martina Kudláčka v roce 2009 a její sídlo je v Olomouci. Prvním předsedou byl zvolen Dan Kubík, avšak od roku 2011 je dlouholetým předsedou Ondřej Ješina.
Při své práci ČAAPA spolupracuje především s Fakultou tělesné kultury UP v Olomouci, Centrem Paraple, FTVS UK v Praze, FSpS MU v Brně, UJEP v Ústí nad Labem, Západočeskou univerzitou v Plzni, Jihočeskou univerzitou v Českých Budějovicích, VŠ Palestra, Jedličkovým ústavem a školami a řadou dalších.
Cílem spolku je:
- Propagovat, podporovat, a koordinovat odborná šetření ve spojení s uplatněním do praxe a zkušenosti z oblasti aplikovaných pohybových aktivit (APA) v České republice i Evropě, a podporovat aplikace výzkumů v různých praktických oblastech: výchova a vzdělání, inkluze, trénink, rekreace, volný čas.
- Zpřístupňovat informace a poznatky oblasti APA a praktické zkušenosti všem zainteresovaným jednotlivcům, organizacím či zařízením.
- Podporovat národní i mezinárodní spolupráci v oblasti aplikovaných pohybových aktivit.

Orgány spolku jsou členská schůze, výkonný výbor, revizní komise a odborná rada. Členem spolku se může stát na základě své svobodné vůle každá fyzická osoba starší 18 let a sdružení či jiná právnická osoba, která ctí stanovy, souhlasí s cíli a ostatními ustanoveními spolku.

### Česká národní konference aplikovaných pohybových aktivit a seminář Integrace jiná cesta
Mezi důležité události konané v kontextu aplikovaných pohybových aktivit patří na území ČR konference EUCAPA 2006, která znovu nastartovala fungování Evropské federace aplikovaných pohybových aktivit a především 1. česká národní konference aplikovaných pohybových aktivit v roce 2011. Konference podobně jako seriál seminářů Integrace jiná cesta probíhá ve spolupráci s Českou asociací aplikovaných pohybových aktivit.

#### Historie konferencí Integrace jiná cesta:
- Integrace jiná cesta I – 2007: obecné zaměření (pořadatel FTK UP v Olomouci)
- Integrace jiná cesta II – 2008: obecné zaměření (FTK UP v Olomouci)
- Integrace jiná cesta III – 2010: APA osob se zrakovým a tělesným postižením (FTK UP v Olomouci)
- Integrace jiná cesta IV – 2011: síťování (FTK UP v Olomouci)
- Integrace jiná cesta V – 2011: součást I. české národní konference APA (FTK UP v Olomouci)
- Integrace jiná cesta VI – 2011: fitness a wellness v APA (FTK UP v Olomouci)
- Integrace jiná cesta VII – 2012: APA v komplexní rehabilitaci (FTK UP v Olomouci)
- Integrace jiná cesta VIII – 2016: outdoor v APA (FTK UP v Olomouci)
- Integrace jiná cesta IX – 2018: indoor v APA (FTK UP v Olomouci)
- Integrace jiná cesta X – 2018: zdraví v kontextu APA (FTK UP v Olomouci)

#### Historie české národní konference APA:
- I. české národní konference APA – 2011 v Olomouci (FTK UP v Olomouci)
- II. české národní konference APA – 2013 v Brně (FSpS MU v Brně)
- III. české národní konference APA – 2014 v Lednici (FTK UP v Olomouci)
- IV. české národní konference APA – 2017 v Olomouci (FTK UP v Olomouci)
- V. česká národní konference APA – 2023 v Dolanech Véska (FTK UP v Olomouci)

#### Historie dalších setkávání:
- 2006 – Evropský kongres aplikovaných pohybových aktivit (EUCAPA) – FTK UP, Olomouc
- 2016 – Evropský kongres aplikovaných pohybových aktivit (EUCAPA) – FTK UP, Olomouc
- 2017 – Mezinárodní konference "APA through the lifespan – FTVS UK, Praha
- 2019 – Mezinárodní konference "APA Evolution" – FTVS UK Praha
- 2023 – Konference zdravotní tělesné výchovy – FTVS UK, Praha

### Ocenění v oblasti aplikovaných pohybových aktivit
Ocenění v oblasti Aplikovaných pohybových aktivit je evidováno na webu Centra APA při FTK UP.

#### Karnevalová síň slávy
Jedná se o nejstarší a v jistém slova smyslu nejvýznamnější ocenění práce výjimečné osobnosti z různých oblastí APA. Tato cena byla založena v roce 2008 Josefem Fraňkem. Tuto cenu uděluje organizační tým Karnevalu APA.
Dosavadní uvedení:
- 2024 - Pavel Strnad (Praha) - rozvoj zdravotní tělesné výchovy
- 2023 – Jiří Němeček (Vrchlabí) - rozvoj sportovně-kompenzačních pomůcek v ČR
- 2022 – Martin Kudláček (Olomouc - Týneček)
- 2019 – Vlasta Syslová (Praha) – rozvoj zdravotní tělesné výchovy
- 2018 – Ladislav Bláha (Ústí nad Labem) – rozvoj APA na akademické úrovni
- 2017 – Roman Herink (Zlín) – rozvoj APA a celoživotní boj s bariérami na všech frontách
- 2016 – Běla Hátlová (Ústí nad Labem) – rozvoj APA u osob s chronickým duševním onemocněním a rozvoj psychomotorické terapie
- 2015 – cena neudělena
- 2014 – Vojmír Srdečný (Praha) – celoživotní působení v oblasti rehabilitace s využitím APA, zdravotní tělesné výchovy
- 2013 – Marie Blahutková (Brno) – rozvoj oblasti psychomotoriky, psychomotorických her a celková podpora APA
- 2012 – Zbyněk Janečka (Olomouc) – rozvoj APA se zaměřením na APA osob se zrakovým postižením
- 2011 – Jaroslav Potměšil (Praha) – rozvoj APA v ČR především v českých regionech
- 2010 – cenu udělena, ale zpětně odebrána
- 2009 – Vojta Vašíček (Brno) – sport a volný čas v APA
- 2008 – Hana Válková (Olomouc) – komplexní rozvoj APA v ČR a mezinárodní přínos v APA

#### Apač roku / APANGER roku
Tato cena se dočkala v roce 2009 premiéry. Zakladatelem této ceny je Martin Kudláček a uděluje ji komise odborníků z katedry APA (FTK UP v Olomouci) aktuálnímu studentovi, který se výjimečným způsobem postaral o rozvoj určité oblasti APA. Od roku 2023 je cena přejmenována na APANGER roku.
Dosavadní ocenění:
- 2024 – Alena Krejčí (APA)
- 2023 – Ivana Wengrynová a Viktória Dubecká (obě APA)
- 2022 – Gabriela Adámková (APA)
- 2021 – Michal Šmíd (APA)
- 2019 – Michaela Veličková (ATV)
- 2018 – Veronika Chvojková (ATV)
- 2017 – Marek Zaoral (APA)
- 2016 – Robert Mazouch (APA)
- 2015 – Radim Antel (ATV)
- 2014 – Marie Kaletová (APA)
- 2013 – Tereza Vaščáková a Miroslava Spurná (postgraduální studium)
- 2012 – Petr Musálek (ATV)
- 2011 – Zdeněk Kroupa (APA)
- 2010 – Radka Bartoňová (ATV)
- 2009 – Tomáš Vyhlídal (ATV)

#### Cena Čápa (ČAAPA)
Je nejmladší pravidelně udělovanou cenou, která zažila premiéru v roce 2010. Tuto cenu založila a udílí Česká asociace aplikovaných pohybových aktivit (ČAAPA) významnému absolventovi oboru v oblasti APA (aplikovaných pohybových aktivit) nebo absolventovi jiného oboru, který se zasloužil svou činností o rozvoj oboru především na praktické úrovni.
Dosavadní ocenění
- 2024 – Sylvie Dundáčková (Praha) - rozvoj jógy a dalších pohybových aktivit osob zejména s tělesným postižením
- 2023 – Julie Wittmannová (Řepčín) - za mnohaletou práci na rozvoji bocce v systému Českého hnutí speciálních olympiád v ČR
- 2022 – Jiří Šindler (Ostrava) - propagace parahokeje na národní i mezinárodní úrovni
- 2019 – Karel Vondráček (Zlín) – propagace outdoorových aktivit APA a dobrovolnictví v APA
- 2018 – Lucie Ješinová (Chomoutov) – za rozvoj pozice konzultant APA
- 2017 – Heřman Volf (Praha) – za aktivity spojené s propagací sportu a volnočasových pohybových aktivit v rámci organizace Cesta za snem
- 2016 – Lenka Honzátková (Praha) – rozvoj a etablování sportovní terapie nad rámec aktivit Centra Paraple
- 2015 – Jana Kuncová (Olomouc) – za symbiotické propojení profesí učitelských, fyzioterapeutických, trenérských, terapeutických s cílem komplexního rozvoje dětí, mládeže i dospělých se zdravotním postižením
- 2014 – Jiří Pokuta (Praha) – rozvoj sportu a zdravého životního stylu v rámci aktivit Centra Paraple
- 2013 – Alice Tejkalová–Němcová (Praha) – rozvoj a mediální propagace sportu osob se zdravotním postižením
- 2012 – Renata Staňková (Ostrava) – rozvoj sportu (florbal) a tělesné výchovy osob se zdravotním postižením
- 2011 – Alexandr Gebauer (Ostrava) – dobrovolnická činnost a práce v oblasti APA
- 2010 – Iva Machová (Olomouc) – rozvoj atletiky osob se zdravotním postižením

#### Výroční cena Centra APA
Jedná se o cenu, kterou uděluje Centrum APA za mimořádný počin studenta, absolventa, pracovníka nebo dobrovolníka Katedry aplikovaných pohybových aktivit v průběhu předcházejícího roku.
- 2024 – Miroslav Gajdůšek, Bronislava Vláčilová a tým pracovníků Olomouckého kraje za podporu Centra APA
- 2023 – Lenka Fasnerová – lektorka široce zaměřená na aplikované pohybové aktivity v kontextu zdravotní TV i kondičně orientovaných cvičení
- 2019 – Jiří Kyzling – za boj se životem
- 2018 – Pavla Tresterová – projektová podpora aktivit Centra APA
- 2017 – Eva Kacanu – za dobrovolnickou činnost a spolupráci s Centrem APA v oblasti rozvoje sportu
- 2015 – Veronika Grygarová – za 2. místo na Zimních deaflympijských hrách v Rusku
- 2014 – Martin Kučera – za činnost a rozvoj boccie v (nejen) Moravskoslezském kraji a propagace konceptu APA a aktivit Centra APA
- 2013 – Tereza Diepoldová – za 2. místo v cyklistice na Paralympijských hrách v Londýně
- 2012 – Roman Kunovjánek – za mimořádnou práci v oblasti sociální péče a sportu osob s mentálním postižením

### Časopis Aplikované pohybové aktivity v teorii a praxi
Fakulta tělesné kultury Univerzity Palackého v Olomouci začala v roce 2010 vydávat odborný časopis Aplikované pohybové aktivity v teorii a praxi. Unikátnost tohoto časopisu spočívá, tak jako u celé akademické disciplíny, v propojení praktických článků a recenzovaných odborných studií. Od roku 2011 je časopis zařazený do světové databáze odborných časopisů EBSCO. Časopis je vydáván ve spolupráci Fakulty tělesné kultury UP v Olomouci s Českou asociací aplikovaných pohybových aktivit.